# The Champs

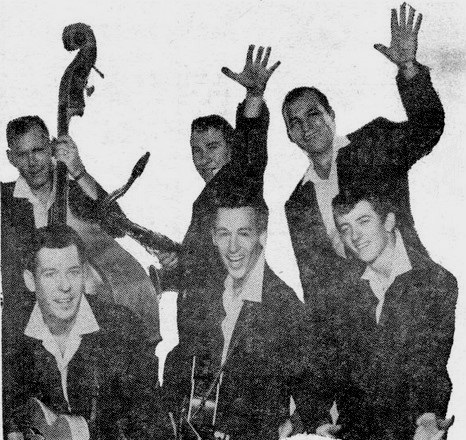
The Champs, 1958.

The Champs var en amerikansk, mestadels instrumental rockgrupp bildad 1957 i Los Angeles, Kalifornien. Gruppen är allra mest känd för den latininspirerade instrumentallåten "Tequila" från 1957. Den skrevs av gruppens mest profilerade medlem, saxofonisten Danny Flores, under pseudonymen Chuck Rio, då han var knuten till ett annat skivbolag då låten spelades in. Låten blev en stor hit både i USA och Storbritannien 1958, men var egentligen ämnad som b-sida. Den tilldelades sedan en Grammy för bästa R&B-framförande. Efter detta gav gruppen ut en mängd singlar, men bara "El Rancho Rock" (1958), "Too Much Tequila" (1960) och "Limbo Rock" (1962) blev någorlunda framgångsrika och gruppen upplöstes 1965.
1962 spelade gruppen in en twistversion av "Tequila", kallad "Tequila Twist". Vid det laget var ingen originalmedlem kvar längre. Denna låt användes som signaturmelodi till Sommartoppen, en specialversion av Sveriges Radios program Tio i topp under några år på 1960-talet.